# Route nationale 846
Pour les articles homonymes, voir Route 846.
La route nationale 846 ou RN 846 était une route nationale française reliant Casabianca à Vescovato. À la suite de la réforme de 1972, elle a été déclassée en RD 237.

## Ancien tracé de Casabianca à Vescovato (D 237)
- Casabianca 42° 27′ 06,49″ N, 9° 21′ 48,16″ E
- Piano 42° 26′ 52,21″ N, 9° 24′ 08,79″ E
- Silvareccio 42° 27′ 02,96″ N, 9° 24′ 46,21″ E
- Col de Sant' Agostino
- Venzolasca 42° 29′ 04,33″ N, 9° 27′ 09,43″ E
- Vescovato 42° 30′ 29,02″ N, 9° 27′ 24,8″ E